# Вик (коммуна)
Вик (норв. Vik) — коммуна в губернии Согн-ог-Фьюране в Норвегии. Административный центр коммуны — город Виксёйри. Официальный язык коммуны — нюнорск. Население коммуны на 2007 год составляло 2809 чел. Площадь коммуны Вик — 832,93 км², код-идентификатор — 1417.

## История населения коммуны
Население коммуны за последние 60 лет.

Статистика коммуны Вик